# Lista prowadzących Konkurs Piosenki Eurowizji
Poniższa lista prezentuje prowadzących Konkurs Piosenki Eurowizji. Łącznie konkurs prowadziło 105 prezenterów.
Pierwszy Konkurs Piosenki Eurowizji w 1956 poprowadził Lohengrin Filipello. Konkurs w 1978 po raz pierwszy miał dwóch prezenterów, byli nimi Denise Fabre i Léon Zit. Prowadzącymi konkursu w 1999 było trzech prowadzących: Dafna Dekel, Sigal Szachamon i Jigga Rawid. W 2009 po raz pierwszy w półfinale i finale byli inni prezenterzy – koncert półfinałowy poprowadzili Natalja Wodianowa i Andriej Małachow, a finałowy – Iwan Urgant i Alsou.

## Prowadzący Konkursu Piosenki Eurowizji

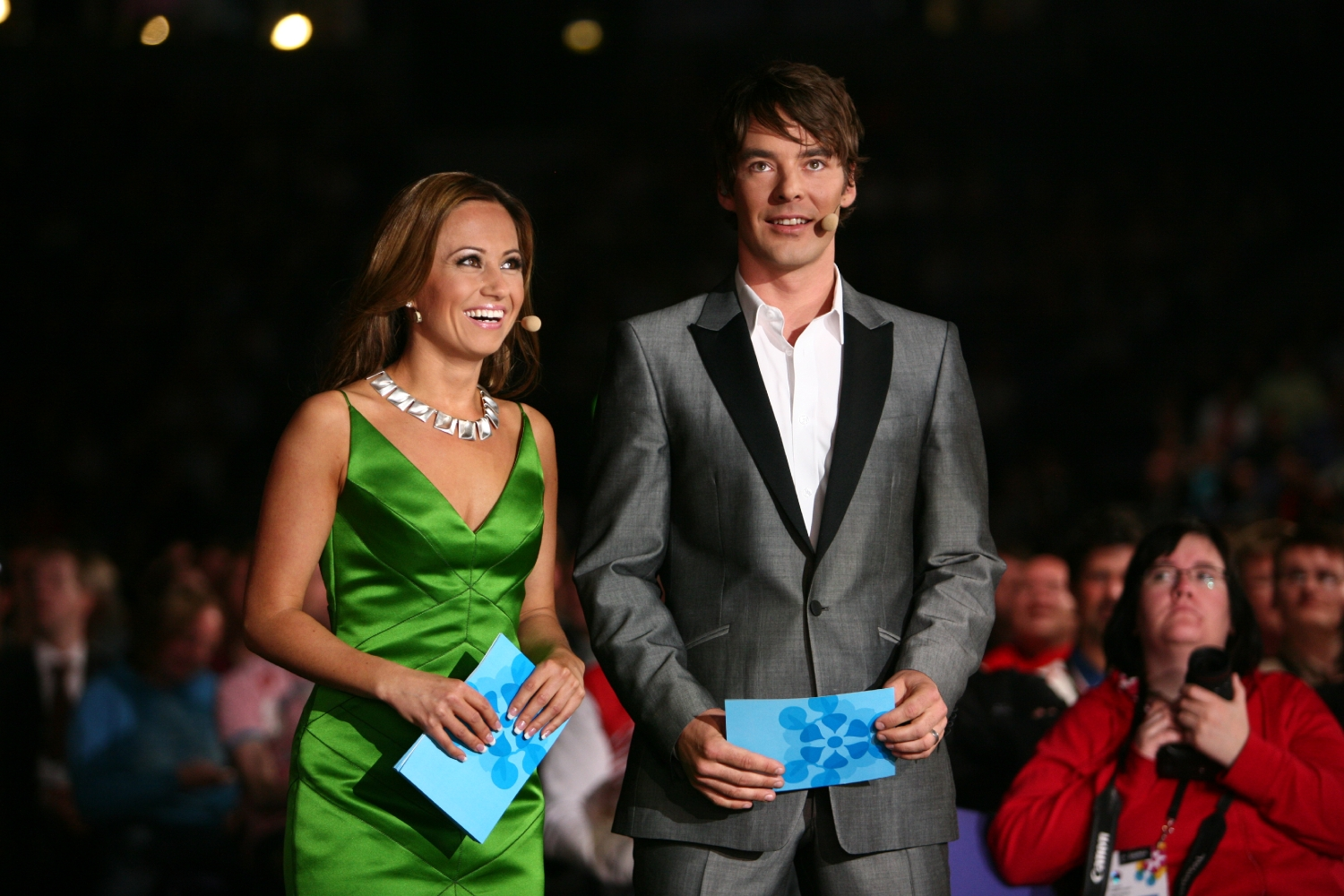
Jaana Pelkonen i Mikko Leppilampi – prowadzący konkurs w 2007

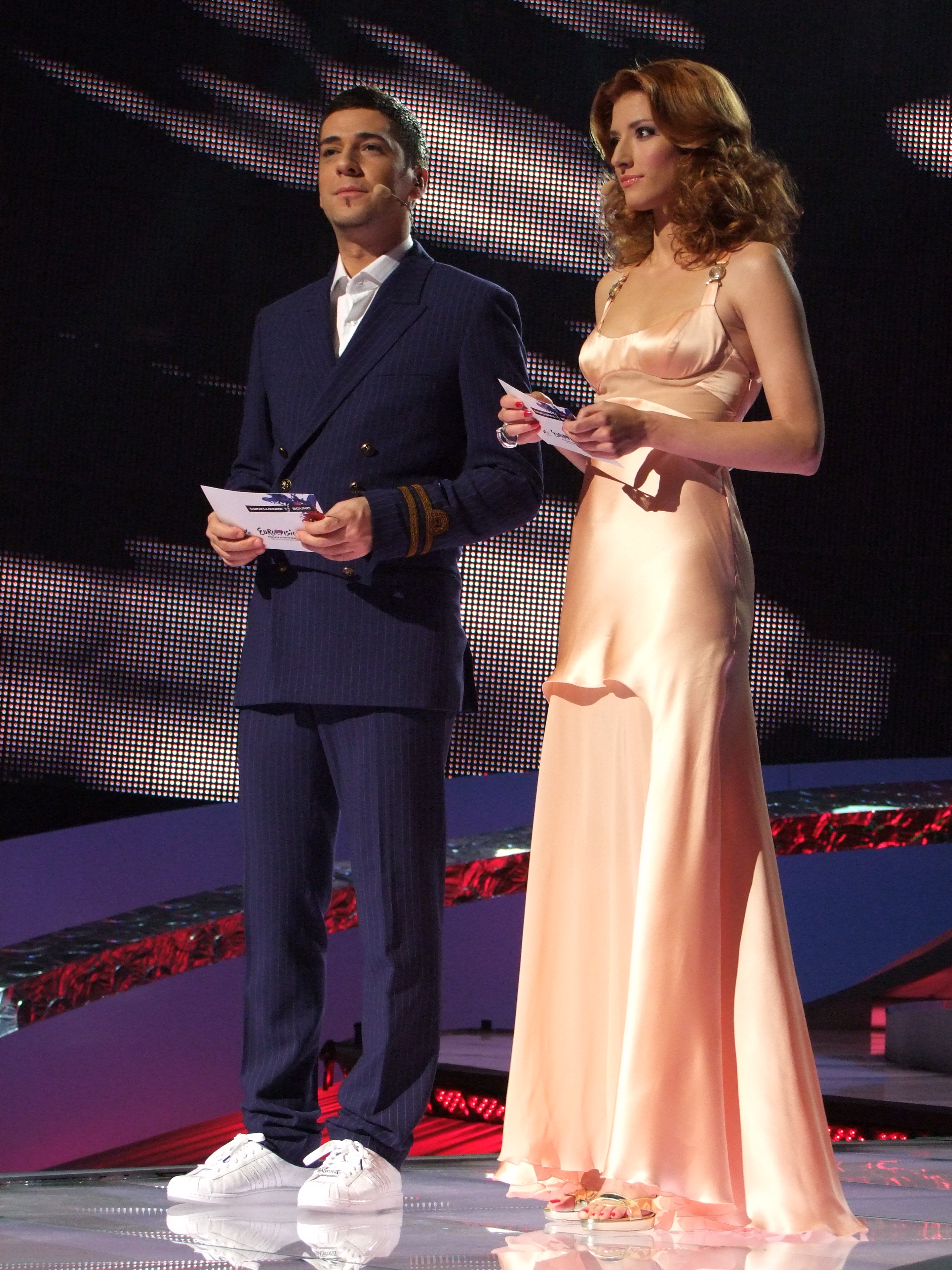
Željko Joksimović i Jovana Janković – prowadzący konkurs w 2008

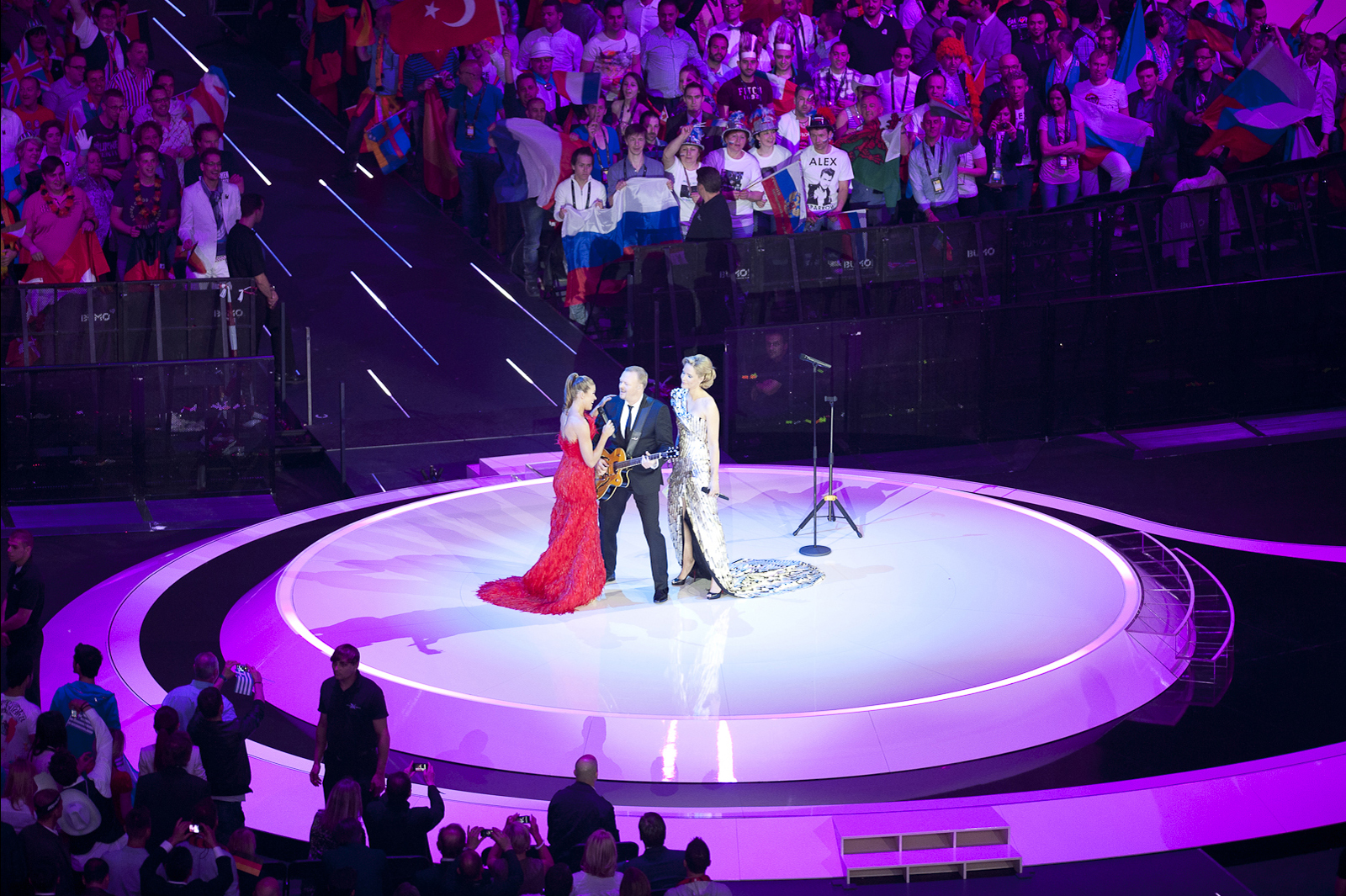
Anke Engelke, Judith Rakers i Stefan Raab – prowadzący konkursu w 2011

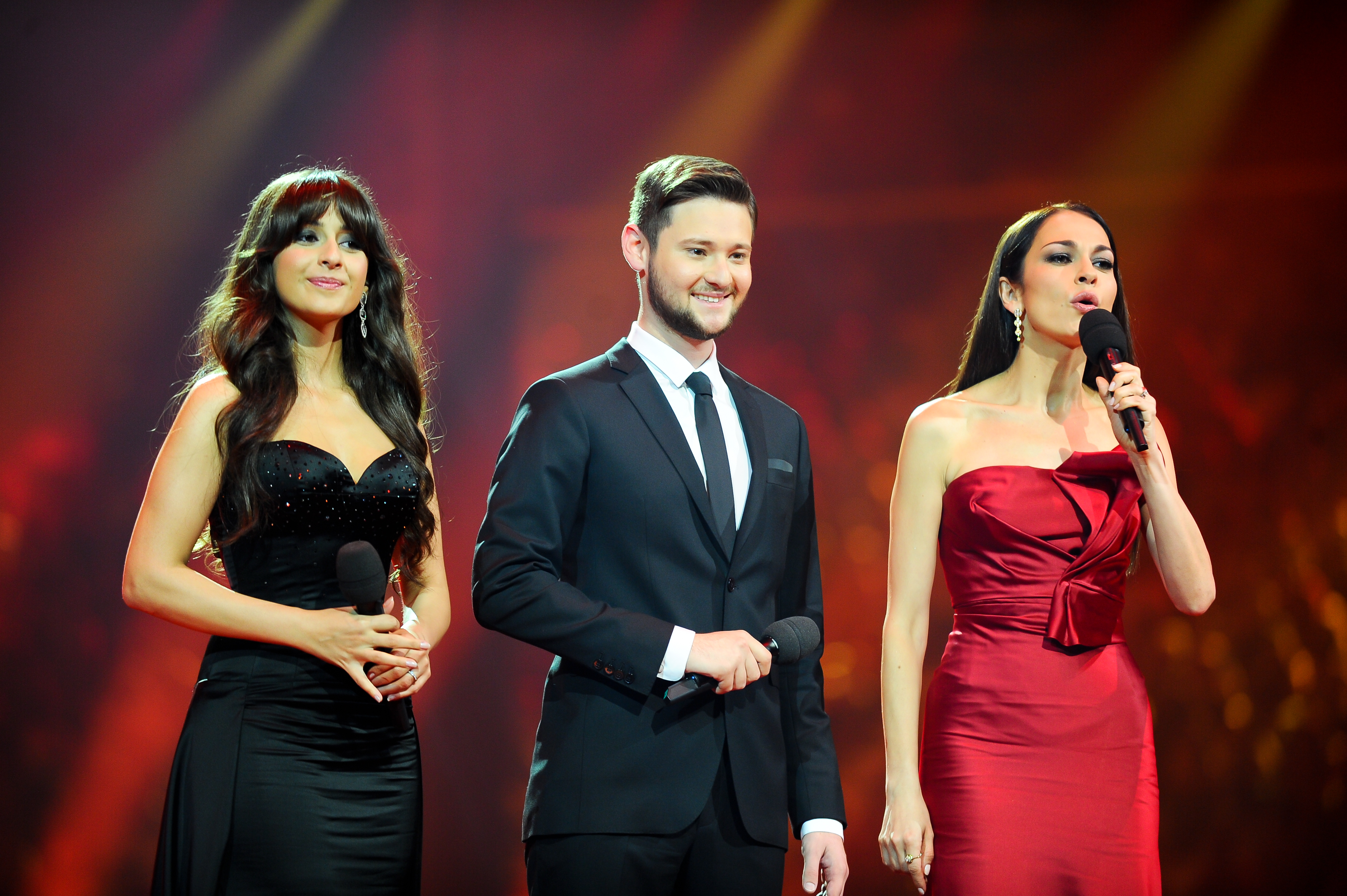
Leyla Əliyeva, Eldar Qasımov i Nərgiz Berk-Petersen – prowadzący konkursu w 2012

| Rok  | Prowadzący                                                                 |
| ---- | -------------------------------------------------------------------------- |
| 1956 | Lohengrin Filipello                                                        |
| 1957 | Anaid Iplicjian                                                            |
| 1958 | Hannie Lips                                                                |
| 1959 | Jacqueline Joubert                                                         |
| 1960 | Katie Boyle                                                                |
| 1961 | Jacqueline Joubert                                                         |
| 1962 | Mireille Delannoy                                                          |
| 1963 | Katie Boyle                                                                |
| 1964 | Lotte Wæver                                                                |
| 1965 | Renata Mauro                                                               |
| 1966 | Josiane Shen                                                               |
| 1967 | Erika Vaal                                                                 |
| 1968 | Katie Boyle                                                                |
| 1969 | Laurita Valenzuela                                                         |
| 1970 | Willy Dobbe                                                                |
| 1971 | Bernadette Ní Ghallchóir                                                   |
| 1972 | Moira Shearer                                                              |
| 1973 | Helga Guitton                                                              |
| 1974 | Katie Boyle                                                                |
| 1975 | Karin Falck                                                                |
| 1976 | Corry Brokken                                                              |
| 1977 | Angela Rippon                                                              |
| 1978 | Denise Fabre i Léon Zitrone                                                |
| 1979 | Jardena Arazi i Danijjel Pe’er                                             |
| 1980 | Marlous Fluitsma                                                           |
| 1981 | Doireann Ní Bhriain                                                        |
| 1982 | Jan Leeming                                                                |
| 1983 | Marlene Charell                                                            |
| 1984 | Désirée Nosbusch                                                           |
| 1985 | Lill Lindfors                                                              |
| 1986 | Åse Kleveland                                                              |
| 1987 | Viktor Lazlo                                                               |
| 1988 | Michelle Rocca i Pat Kenny                                                 |
| 1989 | Lolita Morena i Jacques Deschenaux                                         |
| 1990 | Helga Vlahović i Oliver Mlakar                                             |
| 1991 | Gigliola Cinquetti i Toto Cutugno                                          |
| 1992 | Lydia Cappolicchio i Harald Treutiger                                      |
| 1993 | Fionnuala Sweeney                                                          |
| 1994 | Cynthia Ní Mhurchú i Gerry Ryan                                            |
| 1995 | Mary Kennedy                                                               |
| 1996 | Ingvild Bryn i Morten Harket                                               |
| 1997 | Carrie Crowley i Ronan Keating                                             |
| 1998 | Ulrika Jonsson i Terry Wogan                                               |
| 1999 | Dafna Dekel, Sigal Szachamon i Jigga’el Rawid                              |
| 2000 | Kattis Ahlström i Anders Lundin                                            |
| 2001 | Natasja Crone Back i Søren Pilmark                                         |
| 2002 | Annely Peebo i Marko Matvere                                               |
| 2003 | Marie N i Renārs Kaupers                                                   |
| 2004 | Meltem Cumbul i Korhan Abay                                                |
| 2005 | Marija Jefrosynina i Pawło Szyłko                                          |
| 2006 | Maria Menunos i Sakis Ruwas                                                |
| 2007 | Jaana Pelkonen i Mikko Leppilampi                                          |
| 2008 | Jovana Janković i Željko Joksimović                                        |
| 2009 | Półfinał: Natalja Wodianowa i Andriej Małachow; Finał: Iwan Urgant i Alsou |
| 2010 | Nadia Hasnaoui, Haddy N’jie i Erik Solbakken                               |
| 2011 | Anke Engelke, Judith Rakers i Stefan Raab                                  |
| 2012 | Leyla Aliyeva, Nargiz Berk-Petersen i Eldar Qasımov                        |
| 2013 | Petra Mede                                                                 |
| 2014 | Lise Rønne, Nikolaj Koppel i Pilou Asbæk                                   |
| 2015 | Mirjam Weichselbraun, Alice Tumler, Arabella Kiesbauer                     |
| 2016 | Petra Mede i Måns Zelmerlöw                                                |
| 2017 | Ołeksandr Skiczko, Wołodymyr Ostapczuk i Timur Mirosznyczenko              |
| 2018 | Daniela Ruah, Filomena Cautela, Catarina Furtado i Sílvia Alberto          |
| 2019 | Bar Refa’eli, Erez Tal, Asi Azar, Lusi Ajjub                               |
| 2021 | Chantal Janzen, Edsilia Rombley, Jan Smit, Nikkie de Jager                 |
| 2022 | Alessandro Cattelan, Laura Pausini, Mika                                   |
| 2023 | Alesha Dixon, Julija Sanina, Hannah Waddingham, Graham Norton              |
| 2024 | Petra Mede i Malin Åkerman                                                 |
| 2025 | Hazel Brugger, Sandra Studer, Michelle Hunziker                            |

### Prezenterzy Green roomu
| Rok  | Prowadzący                                   |
| ---- | -------------------------------------------- |
| 1976 | Hans van Willigenburg                        |
| 1980 | Hans van Willigenburg                        |
| 2002 | Tiina Kimmel i Kirke Ert                     |
| 2003 | Ilze Jaunalksne i Dīvs Reiznieks             |
| 2004 | Sertab Erener (finał)                        |
| 2005 | Rusłana Łyżyczko i Wołodymyr Kłyczko (finał) |
| 2007 | Krisse Salminen (finał)                      |
| 2008 | Kristina Radenković i Branislav Katić        |
| 2009 | Dmitrij Szepelew                             |
| 2013 | Eric Saade (finał)                           |
| 2015 | Conchita Wurst                               |
| 2017 | Timur Mirosznyczenko                         |
| 2018 | Filomena Cautela                             |

### Prezenterzy online
| Rok  | Prezenterzy     |
| ---- | --------------- |
| 2021 | Nikkie de Jager |

## Gratulacje: 50 lat Konkursu Piosenki Eurowizji
| Rok  | Lokalizacja | Prowadzący                        |
| ---- | ----------- | --------------------------------- |
| 2005 | Dania       | Katrina Leskanich, Renārs Kaupers |

## Eurovision Song Contest’s Greatest Hits
| Rok  | Prowadzący                |
| ---- | ------------------------- |
| 2015 | Petra Mede, Graham Norton |

## Prowadzący, którzy uczestniczyli w Konkursie Piosenki Eurowizji
- Corry Brokken, zwyciężczyni w 1957.
- Jardena Arazi, reprezentantka Izraela w 1976 i 1988.
- Lill Lindfors, reprezentantka Szwecji w 1966.
- Åse Kleveland, reprezentant Norwegii w 1966.
- Gigliola Cinquetti, zwyciężczyni w 1964.
- Toto Cutugno, zwycięzca w 1990.
- Dafna Dekel, reprezentant Izraela w 1992.
- Katrina Leskanich, zwyciężczyni 1997.
- Renārs Kaupers, reprezentant Łotwy w 2000.
- Marie N, zwyciężczyni z 2002.
- Sakis Ruwas, reprezentant Grecji w 2004 i 2009.
- Željko Joksimović, reprezentant Serbii i Czarnogóry w 2004 i reprezentant Serbii w 2012.
- Alsou, reprezentantka Rosji w 2000.
- Stefan Raab, reprezentant Niemiec w 2000.
- Eldar Qasımov, zwycięzca w 2011.
- Eric Saade, reprezentant Szwecji w 2011.
- Conchita Wurst, zwyciężczyni z 2014.
- Måns Zelmerlöw, zwycięzca z 2015.
- Edsilia Rombley, reprezentantka Holandii z 1998 i 2007.

## Prezenterzy, którzy zrezygnowali
- 1990: Rene Medvešek i Dubravka Marković
- 1995: Alison Doody
- 2004: Rusłana Łyżyczko, zwyciężczyni z 2004 (słaba znajomość języka angielskiego)
- 2009: Jana Czurikowa